# Divorce
Divorce es una serie de televisión estadounidense de comedia creada por Sharon Horgan y protagonizada por Sarah Jessica Parker y Thomas Haden Church. La serie se estrenó en HBO el 9 de octubre de 2016. El episodio piloto fue escrito por Horgan y lo dirigió Jesse Peretz.
El 14 de noviembre de 2016, HBO renovó la serie por una segunda temporada. La serie finalizó el 5 de agosto de 2019, al término de la tercera temporada con un total de 24 episodios.

## Reparto

### Personajes principales
- Sarah Jessica Parker como Frances Dufresne, una mujer intentando pasar página.
- Thomas Haden Church como Robert Dufresne, el marido de Frances.
- Molly Shannon como Diane, mejor amiga de Frances.
- Talia Bálsamo como Dallas Holt, amiga cercana de Frances.
- Tracy Letts como Nick, el marido de Diane.
- Sterling Jerins como Lila Dufresne, la hija de Frances y Robert.
- Charlie Kilgore como Tom Dufresne, el hijo de Frances y Robert.

### Personajes recurrentes
- Jemaine Clement como Julian Renaut.
- Alex Wolff como Cole Holt.
- Dean Winters como Tony Silvercreek.
- Jeffrey DeMunn como Max Brodkin.
- Yul Vazquez como Craig.
- Keisha Zollar como Gracia.
- Jorge Chapa como Sebastian.
- Danny Garcia como Gabriel.

Segunda temporada
- Becki Newton como Jackie Giannopolis.

## Producción
En diciembre de 2014, se anunció que Sarah Jessica Parker  había sido contratada para el piloto y también haría de productora ejecutiva. En febrero de 2015, Molly Shannon, Thomas Haden Church y Jemaine Clement se unieron a la serie. En noviembre de 2015, Alex Wolff se unió el reparto. En diciembre de 2015, Sterling Jerins se unió el reparto.
La serie fue rodada en varias áreas en Nueva York y sus alrededores, incluyendo el condado de Westchester y Staten Island.
El episodio de Navidad estrenó la canción, «Why Should Christmas Be So Hard?» del grupo británico Attic Lights.

## Episodios
| Temporada | Temporada | Episodios | Episodios | Emisión original     | Emisión original        |
| Temporada | Temporada | Episodios | Episodios | Primera emisión      | Última emisión          |
| --------- | --------- | --------- | --------- | -------------------- | ----------------------- |
|           | 1         | 10        | 10        | 9 de octubre de 2016 | 11 de diciembre de 2016 |
|           | 2         | 8         | 8         | 14 de enero de 2018  | 4 de marzo de 2018      |
|           | 3         | 6         | 6         | 1 de julio de 2019   | 5 de agosto de 2019     |

### Primera temporada (2016)
| N.º en serie | N.º en temp. | Título                                         | Dirigido por         | Escrito por                                                               | Fecha de emisión original | Audiencia (millones) |
| ------------ | ------------ | ---------------------------------------------- | -------------------- | ------------------------------------------------------------------------- | ------------------------- | -------------------- |
| 1            | 1            | «Pilot» «Piloto»                               | Jesse Peretz         | Sharon Horgan                                                             | 9 de octubre de 2016      | 0,570                |
| 2            | 2            | «Next day» «El día siguiente»                  | Jesse Peretz         | Sharon Horgan y Paul Simms                                                | 16 de octubre de 2016     | 0.849                |
| 3            | 3            | «Counseling» «Terapia»                         | Jesse Peretz         | Sharon Horgan y Paul Simms                                                | 23 de octubre de 2016     | 0.637                |
| 4            | 4            | «Mediation» «Mediación»                        | Ben Taylor           | Patricia Breen                                                            | 20 de octubre de 2016     | 0.518                |
| 5            | 5            | «Gustav»                                       | Adam Bernstein       | Cindy Chupack                                                             | 6 de noviembre de 2016    | 0.530                |
| 6            | 6            | «Christmas» «Navidad»                          | Jamie Babbit         | Tom Scharpling                                                            | 13 de noviembre de 2016   | 0.512                |
| 7            | 7            | «Weekend plans» «Planes para el fin de semana» | Adam Bernstein       | Adam Resnick                                                              | 20 de noviembre de 2016   | 0.622                |
| 8            | 8            | «Church» «Iglesia»                             | Beth McCarthy-Miller | Hayes Davenport                                                           | 27 de noviembre de 2016   | 0.631                |
| 9            | 9            | «Another party» «Otra fiesta»                  | Jesse Peretz         | Gabrielle Allan y Jennifer Crittenden                                     | 4 de diciembre de 2016    | 0.638                |
| 10           | 10           | «Detente» «Tregua»                             | Jesse Peretz         | Hayes Davenport, Sharon Horgan, Adam Resnick, Tom Scharpling y Paul Simms | 11 de diciembre de 2016   | 0.497                |

### Segunda temporada (2018)
| N.º en serie | N.º en temp. | Título                   | Dirigido por         | Escrito por                       | Fecha de emisión original                                  | Audiencia (millones) |
| ------------ | ------------ | ------------------------ | -------------------- | --------------------------------- | ---------------------------------------------------------- | -------------------- |
| 11           | 1            | «Night Moves»            | Adam Bernstein       | Jenny Bicks                       | 14 de enero de 2018                                        | 0.647                |
| 12           | 2            | «Happy Now?»             | Adam Bernstein       | Julie Rottenberg y Elisa Zuritsky | 21 de enero de 2018                                        | 0.565                |
| 13           | 3            | «Worth It»               | Wendey Stanzler      | Liz Tuccillo                      | 28 de enero de 2018                                        | 0.431                |
| 14           | 4            | «Ohio»                   | Janicza Bravo        | Adam Resnick                      | 2 de febrero de 2018 (en línea) 4 de febrero de 2018 (HBO) | 0.229                |
| 15           | 5            | «Breaking the Ice»       | Beth McCarthy-Miller | Stuart Zicherman                  | 11 de febrero de 2018                                      | 0.572                |
| 16           | 6            | «Losing It»              | Scott Ellis          | Kristen Lange                     | 18 de febrero de 2018                                      | 0.528                |
| 17           | 7            | «Going, Going... Gone»   | Adam Bernstein       | Julie Rottenberg y Elisa Zuritsky | 25 de febrero de 2018                                      | 0.537                |
| 18           | 8            | «Alone Again, Naturally» | Adam Bernstein       | Jenny Bicks                       | 4 de marzo de 2018                                         | 0.452                |

### Tercera temporada (2019)
| N.º en serie | N.º en temp. | Título           | Dirigido por          | Escrito por                 | Fecha de emisión original | Audiencia (millones) |
| ------------ | ------------ | ---------------- | --------------------- | --------------------------- | ------------------------- | -------------------- |
| 19           | 1            | «Charred»        | Ryan Case             | Liz Tuccillo                | 1 de julio de 2019        | 0,369                |
| 20           | 2            | «Miami»          | Shira Piven           | Mark Steilen                | 8 de julio de 2019        | 0,328                |
| 21           | 3            | «Gaps & Bunches» | Ryan Case             | Adam Resnick                | 15 de julio de 2019       | 0,281                |
| 22           | 4            | «Bad Manners»    | So Yong Kim           | Lisa Albert y Liz Tuccillo  | 22 de julio de 2019       | 0,330                |
| 23           | 5            | «Away Games»     | Rachel Lee Goldenberg | Adam Resnick                | 29 de julio de 2019       | 0,311                |
| 24           | 6            | «Knock Knock»    | Ryan Case             | Liz Tuccillo y Mark Steilen | 5 de agosto de 2019       | 0,251                |

## Recepción

### Respuesta crítica
Divorce ha recibido críticas mixtas a positivas de críticos televisivos. En Rotten Tomatoes la temporada tiene un índice de 63%, basado en 51 reseñas, con un índice medio de 5,8/10. El consenso crítico del sitio dice, «Mientras la ejecución bordea lo superficial, el humor oscuro y la química de los personajes en Divorce dieron en el clavo». En Metacritic, la temporada tiene una puntuación de 60 sobre 100, basada en 37 críticas, indicando «reseñas mixtas o promedio».

### Premios
| Año  | Premio                 | Categoría                                                      | Persona                    | Resultado |
| ---- | ---------------------- | -------------------------------------------------------------- | -------------------------- | --------- |
| 2017 | Globo de oro           | Mejor actriz – En serie de televisión musical o comedia        | Sarah Jessica Parker       | Nominada  |
| 2017 | Premios Primetime Emmy | Mejor cinematografía de series de una sola cámara (30 minutos) | Reed Morano (por "Piloto") | Nominado  |